# Liste der Extrempunkte Deutschlands
Die Liste der Extrempunkte Deutschlands gibt an, wo die nördlichste, die östlichste, die südlichste und die westlichste sowie die höchste und die niedrigste Stelle der Bundesrepublik Deutschland liegt, und beschreibt, wie die unterschiedlichen Mittelpunkte bestimmt wurden.

## Geographie

### Geographische Extrempunkte
- Norden:
  - Nördlichster Punkt der Seegrenze (Hoheitsgebiet): 55° 5′ 4,6″ N, 8° 19′ 2,6″ O
  - Nördlichster Landpunkt: Halbinsel Ellenbogen bei List auf Sylt, Schleswig-Holstein: 55° 3′ 31,1″ N, 8° 25′ 3,1″ O
  - Nördlichster Landpunkt auf dem Festland: Rickelsbüller Koog in Rodenäs, Amt Südtondern, Kreis Nordfriesland, Schleswig-Holstein: 54° 54′ 40,7″ N, 8° 40′ 14,2″ O
- Süden: „Grenzstein 147“ am Haldenwanger Eck in der Gemeinde Oberstdorf, Bayern: 47° 16′ 12,4″ N, 10° 10′ 42″ O
- Westen: Am Haus Groevenkamp in Isenbruch, Gemeinde Selfkant, Nordrhein-Westfalen: 51° 3′ 3,9″ N, 5° 51′ 58,8″ O
- Osten: In der Gemeinde Neißeaue, Landkreis Görlitz, Sachsen, zwischen den Ortsteilen Deschka und Zentendorf (östlichste Ortschaft Deutschlands) macht die Lausitzer Neiße einen Bogen, an dem sich die östlichste Stelle Deutschlands befindet: 51° 16′ 22,5″ N, 15° 2′ 30,9″ O[1][2][3][4][5]

### Mittelpunkte
Beim Mittelpunkt Deutschlands gibt es, je nach Bestimmungsmethode, unterschiedliche Orte:
1. Verbindet man den nördlichsten Punkt mit dem südlichsten und den östlichsten mit dem westlichsten, kreuzen sich die Linien etwa 2 km westlich von Besse in Hessen[6] 51° 13′ N, 9° 21′ O
2. Werden die jeweils entferntesten Punkte des deutschen Staatsgebietes in Nord-Süd- und Ost-West-Richtung gewählt, erhält man einen Punkt etwa 500 Meter nördlich von Niederdorla in Thüringen.[7] 51° 10′ N, 10° 27′ O
3. Wählt man den Schwerpunkt der Landmasse Deutschlands, liegt dieser Punkt in Landstreit bei Eisenach in Thüringen 51° 0′ N, 10° 20′ O
4. Berücksichtigt man die deutschen Wasserflächen, liegt der Punkt in Silberhausen in Thüringen 51° 20′ N, 10° 20′ O
5. Der maximale Abstand zu den Staatsgrenzen liegt in Heilbad Heiligenstadt in Thüringen 51° 23′ N, 10° 8′ O
6. Der Bevölkerungsmittelpunkt liegt in Spangenberg in Hessen 51° 7′ N, 9° 39′ O Dieser Mittelpunkt kann sich durch eine Änderung der Bevölkerungsstruktur ändern.

## Höhen und Tiefen

### Natürliche Hoch- und Tiefpunkte
Maximale Höhe: Zugspitze, Bayern, 2962,06 m ü.NHN (47° 25′ 16,4″ N, 10° 59′ 10,7″ O)
Minimale Höhe: Neuendorf bei Wilster, Schleswig-Holstein, −3,54 m (53° 57′ 48″ N, 9° 19′ 4,7″ O)
Tiefster Festlandspunkt Deutschlands: Hemmelsdorfer See, Schleswig-Holstein, -39,6 m (53° 58′ N, 10° 47′ O)
Tiefster See Deutschlands: Bodensee 251,14 m zwischen Fischbach und Uttwil (47° 37′ 36,3″ N, 9° 22′ 38,5″ O (745716 / 276921))

### Künstliche Erhebungen und Vertiefungen
Die tiefste künstliche Senke liegt im Tagebau Hambach in Nordrhein-Westfalen etwa 400 m unter örtlicher Bodenhöhe, somit etwa 299 m unter Normalhöhennull  (50° 54′ 40,6″ N, 6° 33′ 10,8″ O) Daher ist diese Stelle auch die tiefste offene Stelle Deutschlands. Stand 2018; durch fortschreitenden Abbau können sich Tiefe und Lage verändern.
Eine künstliche Erhebung ist die dem Hambacher Tagebau benachbarte Sophienhöhe mit 218 m Unterschied relativ zur Umgebung (50° 55′ 55,6″ N, 6° 26′ 56,2″ O, 301 ü. NHN). Vergleicht man beide Höhen, ergibt sich ein Unterschied von rund 620 m, eine der größten künstlichen, offenen Höhendifferenzen der Welt.
Der tiefste begehbare Punkt Deutschlands befand sich bis 2018 im Nordschacht der inzwischen geschlossenen Zeche Ibbenbüren in einer Tiefe von 1.475 m unter NHN (52° 17′ 6″ N, 7° 48′ 12″ O). Die Geländehöhe beträgt hier 155 m, sodass sich eine relative Teufe von 1.630 m ergibt.
Historisch gebührt der Teufenrekord allerdings dem Schacht 371 (50° 37′ 55,4″ N, 12° 41′ 4,2″ O) der SDAG Wismut im Poppenwald der Großen Kreisstadt Aue-Bad Schlema. Er brachte es auf eine Gesamtteufe von mehr als 1.800 Meter.